# Nils Wahl
Nils Wahl (* 1961 in Stockholm) ist ein schwedischer Jurist und Richter am Europäischen Gerichtshof.

## Leben und Wirken
Wahl schloss 1987 an der Universität Stockholm sein Studium der Rechtswissenschaften ab. 1995 wurde er dort zum Dr. iur. promoviert. In der Folge lehrte er dort, zunächst als Dozent, dann als Inhaber des Jean-Monnet-Lehrstuhls. Seit 2001 hat er einen ordentlichen Lehrstuhl für Europarecht inne. Von 2001 bis 2006 war er außerdem Präsident des schwedischen Netzwerks für europarechtliche Forschung und Mitglied des Rådet för konkurrensfrågor (Rat für Wettbewerbsfragen).
2006 wurde Wahl zum Richter am Gericht der Europäischen Union ernannt, bevor er 2012 Generalanwalt am EuGH wurde. 2019 stieg er zum Richter am Europäischen Gerichtshof auf. Er trat seine zunächst sechsjährige aber verlängerbare Amtszeit am 7. Oktober 2019 an.
Als Wissenschaftler liegen seine Forschungsschwerpunkte vor allem im Recht der Europäischen Union sowie der europäischen Rechtsvergleichung.